# Lucy Frazer

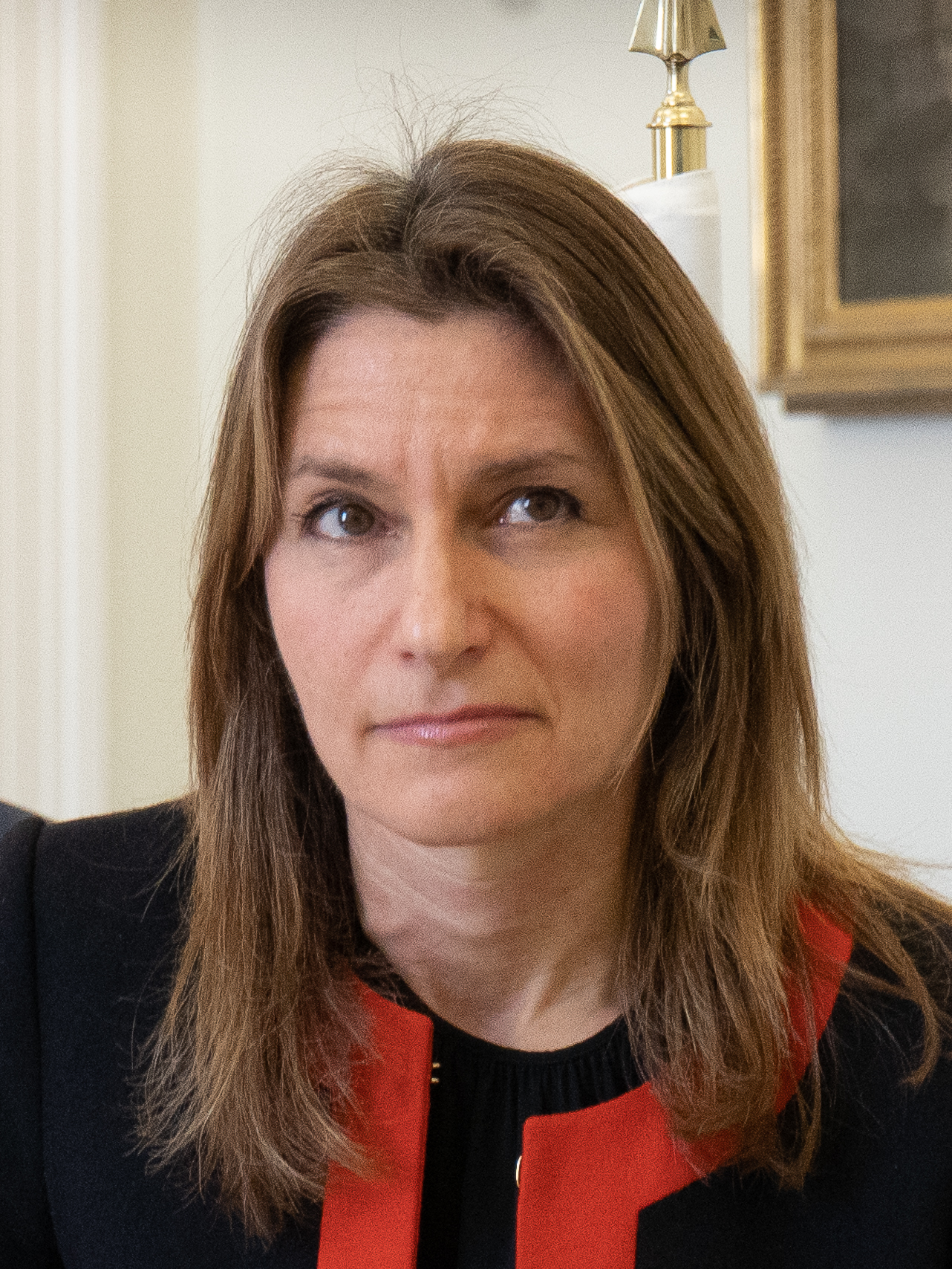
Lucy Frazer, 2022

Lucy Frazer (* 1972) ist eine britische Juristin und konservative Politikerin.
Sie studierte in Cambridge, praktizierte als Barrister und wurde 2013 zur Kronanwältin (Queen's Counsel) ernannt.
2015 errang sie einen Sitz als Abgeordnete im Wahlkreis South East Cambridgeshire und zog in das House of Commons ein. Sie engagiert sich dort insbesondere für Bildungspolitik. 
Vom 7. Februar 2023 bis 5. Juli 2024 war sie schließlich Ministerin für Kultur, Medien und Sport im Kabinett Sunak.
Sie ist verheiratet und hat zwei Kinder.